# 鳴潮
『鳴潮』（めいちょう、中国語: 鸣潮; 拼音: Míng Cháo、英語: Wuthering Waves） は、KURO GAMESによって開発・運営されるスマートフォン、PCおよびPlayStation 5向けゲーム。
ジャンルはオープンワールド・アクションロールプレイングゲーム。2024年5月23日サービス開始。基本プレイ無料（アイテム課金制）。

## あらすじ
主人公である漂泊者は記憶喪失の状態で目覚め、物語が始まる。漂泊者がたどり着いた世界は悲鳴と呼ばれる大災害が起こり、一度文明が崩壊した後に文明が再構築された。漂泊者は共鳴者と呼ばれるキャラクターたちと出会いながら失われた記憶を求め、旅に出る。

## 登場人物
漂泊者
CV - 増田俊樹／田中美海
瑝瓏・今州の僻地で行き倒れていた記憶喪失の若者。ゲーム開始時に性別を変更可能。

## ゲームシステム
鳴潮はオープンワールドが舞台のアクションロールプレイングゲームである。プレイヤーは主人公である漂泊者と、星4と星5のレアリティに分けられている、共鳴者と呼ばれるキャラクターで編成されるパーティを操作する。鳴潮には集音として知られるガチャがあり、共鳴者と武器が獲得できる。集音には初心者集音、イベント集音、恒常集音の三種類がある。

## 開発
鳴潮は2022年5月23日に、KURO GAMESのSNSアカウントにて公表された。2024年3月25日にはiOS上で公開日がアナウンスされた。
鳴潮は2回にわたるクローズドベータテストを実施し、2回目のテストは2024年3月に終了した。最初のクローズドベータテスト後、ストーリーはプレイヤーの「不快」に感じるというフィードバックを受けて大幅に修正された。
2024年3月29日に、鳴潮が日本時間2024年5月23日にPC・iOS・Android及びEpic Games Storeにてリリースされる予定であると発表された。2024年5月には、鳴潮が今後Mac App Storeを通してリリースされる予定であると発表された。米国時間2024年10月28日に発表されたMacBook Pro・iMac・Mac miniの中国語のAppleのホームページで鳴潮が2025年初頭に利用可能になるという注意書きが追加された。2025年3月27日にmacOS版の鳴潮がリリースされ、M1以降のMacで利用可能となった。2024年7月25日に公式SNSにて、PlayStation 5版が開発中であることが明らかになった。
2025年1月2日よりVer2.0の実装ならびにPlayStation 5版のサービスを開始。

## バージョン更新日
| Ver.                         | アップデート開始日 | 集音イベント                                | 集音期間               |
| ---------------------------- | ------------------ | ------------------------------------------- | ---------------------- |
| 2.4 栄冠を飾る勝ち鬨         | 2025/6/12          | 風と潮を越え、たおやかに舞う                | 2025/6/12～2025/7/3    |
| 2.3 『団』らん祝う焔光と夏唄 | 2025/4/29          | 詩と音楽のシンフォニア                      | 2025/5/22～2025/6/11   |
| 2.3 『団』らん祝う焔光と夏唄 | 2025/4/29          | 共鳴者集音（アニバーサリーイベント）・第2期 | 2025/5/22～2025/6/11   |
| 2.3 『団』らん祝う焔光と夏唄 | 2025/4/29          | 光と闇の狭間を行く                          | 2025/4/29～2025/5/22   |
| 2.3 『団』らん祝う焔光と夏唄 | 2025/4/29          | 共鳴者集音（アニバーサリーイベント）・第1期 | 2025/4/29～2025/5/22   |
| 2.2 真偽分かつ逆塔           | 2025/3/27          | 汐の色褪せる頃に                            | 2025/4/17～2025/4/28   |
| 2.2 真偽分かつ逆塔           | 2025/3/27          | 海を映す夢                                  | 2025/3/27～2025/4/17   |
| 2.2 真偽分かつ逆塔           | 2025/3/27          | 無限へ誘うラビリンス                        | 2025/3/27～2025/4/17   |
| 2.1 鳥さえずり波唄う         | 2025/2/13          | 海で燃え盛る焔                              | 2025/3/6～2025/3/26    |
| 2.1 鳥さえずり波唄う         | 2025/2/13          | 星々を弄ぶ焔羽                              | 2025/3/6～2025/3/26    |
| 2.1 鳥さえずり波唄う         | 2025/2/13          | 静寂の中の呟き                              | 2025/2/13～2025/3/6    |
| 2.0 静寂を讃える歌           | 2025/1/2           | リトルビッグ・スーツケース                  | 2025/1/23～2025/2/12   |
| 2.0 静寂を讃える歌           | 2025/1/2           | 冬尽きて、春息吹く                          | 2025/1/23～2025/2/12   |
| 2.0 静寂を讃える歌           | 2025/1/2           | もう一つの不協和音                          | 2025/1/2～2025/1/23    |
| 2.0 静寂を讃える歌           | 2025/1/2           | 極採色に染まる詩                            | 2025/1/2～2025/1/23    |
| 1.4 暗闇が白昼の扉を叩く頃   | 2024/11/14         | 星々の野を駆ける千機                        | 2024/12/12～2025/1/1   |
| 1.4 暗闇が白昼の扉を叩く頃   | 2024/11/14         | 春を告げる雷雨                              | 2024/12/12～2025/1/1   |
| 1.4 暗闇が白昼の扉を叩く頃   | 2024/11/14         | 無限へ誘うラビリンス                        | 2024/11/14～2024/12/12 |
| 1.3 岸の最果てまで           | 2024/9/29          | 酷寒の果てる夜に                            | 2024/10/24～2024/11/13 |
| 1.3 岸の最果てまで           | 2024/9/29          | 汐の色褪せる頃に                            | 2024/9/29～2024/10/24  |
| 1.2 願いと照らし合う月明かり | 2024/8/15          | 星々の野を駆ける千機                        | 2024/9/7～2024/9/28    |
| 1.2 願いと照らし合う月明かり | 2024/8/15          | 極採色に染まる詩                            | 2024/8/15～2024/9/7    |
| 1.1 春雷明かす乗霄の暗雲     | 2024/6/28          | 星々を弄ぶ焔羽                              | 2024/7/22～2024/8/14   |
| 1.1 春雷明かす乗霄の暗雲     | 2024/6/28          | 冬尽きて、春息吹く                          | 2024/6/28～2024/7/22   |
| 1.0 荒波と踊れ               | 2024/5/23          | 春を告げる雷雨                              | 2024/6/6～2024/6/26    |
| 1.0 荒波と踊れ               | 2024/5/23          | 酷寒の果てる夜に                            | 2024/5/23～2024/6/6    |